# Lacona (Iowa)
Pour les articles homonymes, voir Lacona.
Lacona est une ville, du comté de Warren en Iowa, aux États-Unis. Elle est fondée en 1849 et incorporée le 25 novembre 1891.

## Source de la traduction
- (en) Cet article est partiellement ou en totalité issu de l’article de Wikipédia en anglais intitulé « Lacona, Iowa » (voir la liste des auteurs).